# Madison Brengle
Madison Brengle (født 3. april 1990 i Dover, Delaware, USA) er en profesjonell tennisspiller fra USA. 